# Pristimantis memorans
Pristimantis memorans es una especie de anfibio anuro de la familia Craugastoridae.

## Distribución
Esta especie habita entre los ,160 y 1270 m de altitud en el Pico Tamacuari en la Sierra Tapirapecó:
- en Venezuela en el estado de Amazonas;
- en Brasil en el estado de Amazonas.[4]

## Descripción
Los machos miden de 19 a 23 mm y las hembras de 31 a 32 mm.

## Publicación original
- Myers & Donnelly, 1997 : A tepui herpetofauna on a granitic mountain (Tamacuari) in the borderland between Venezuela and Brazil: report from the Phipps Tapirapeco Expedition. American Museum Novitates, n.º 3213, p. 1-71[5]